# TMS Entertainment
TMS Entertainment (株式会社トムス・エンタテインメント Kabushiki-gaisha Tomusu Entateinmento), abans Tokyo Movie Shinsha (東京ムービー新社 Tōkyō Mūbī Shinsha), és un estudi d'animació japonès fundat el 1964. És una de les empreses d'animació més antigues del Japó, coneguda per la producció de sèries d'anime com Lupin III, Detectiu Conan, Dr. Stone, ReLIFE, Anpanman, Bakugan, D.Gray-man o Sonic X, i pels films Akira i Little Nemo: Adventures in Slumberland. El 2010 TMS Entertainment es convertí en una empresa subsidiària de Sega Sammy Holdings.